# Moerassteekmier
De moerassteekmier (Myrmica scabrinodis) is een soort uit het geslacht steekmieren (Myrmica). De soort komt algemeen voor in Europa, met uitzondering van dichte bossen en warme gebieden zoals Andorra.  
De vrouwelijke exemplaren zijn kleiner dan de mannelijke. De angel is rood van kleur en vertakt zich in twee doorns. Het borststuk bevat stekels. 
De nesten hebben vaak de grootte van een vuist. In moerasachtige gebieden ligt het nest tussen het wortelstelsel van grasachtige planten.
Toch kan de moerassteekmier ook in droge habitats voorkomen. Dikwijls is dit op plaatsen die grenzen aan volkrijke vochtige habitats, zoals zandgrond grenzend aan kwelders. Ook in en onder dood hout zijn de nesten te vinden. Ook  worden de nesten onder stenen gebouwd.
De mieren van deze soort spelen een belangrijke rol bij de voortplanting van het pimpernelblauwtje. De rups van deze vlinder overwintert en verpopt zich in het mierennest, waarbij de mieren van de honingachtige stof eten die de rups afscheidt. De rups eet daarbij ook de larven van de mieren.

## Ondersoorten
- Myrmica scabrinodis scabrinodis
- Myrmica scabrinodis scabrinodosabuleti